# برند و هیلا بخر

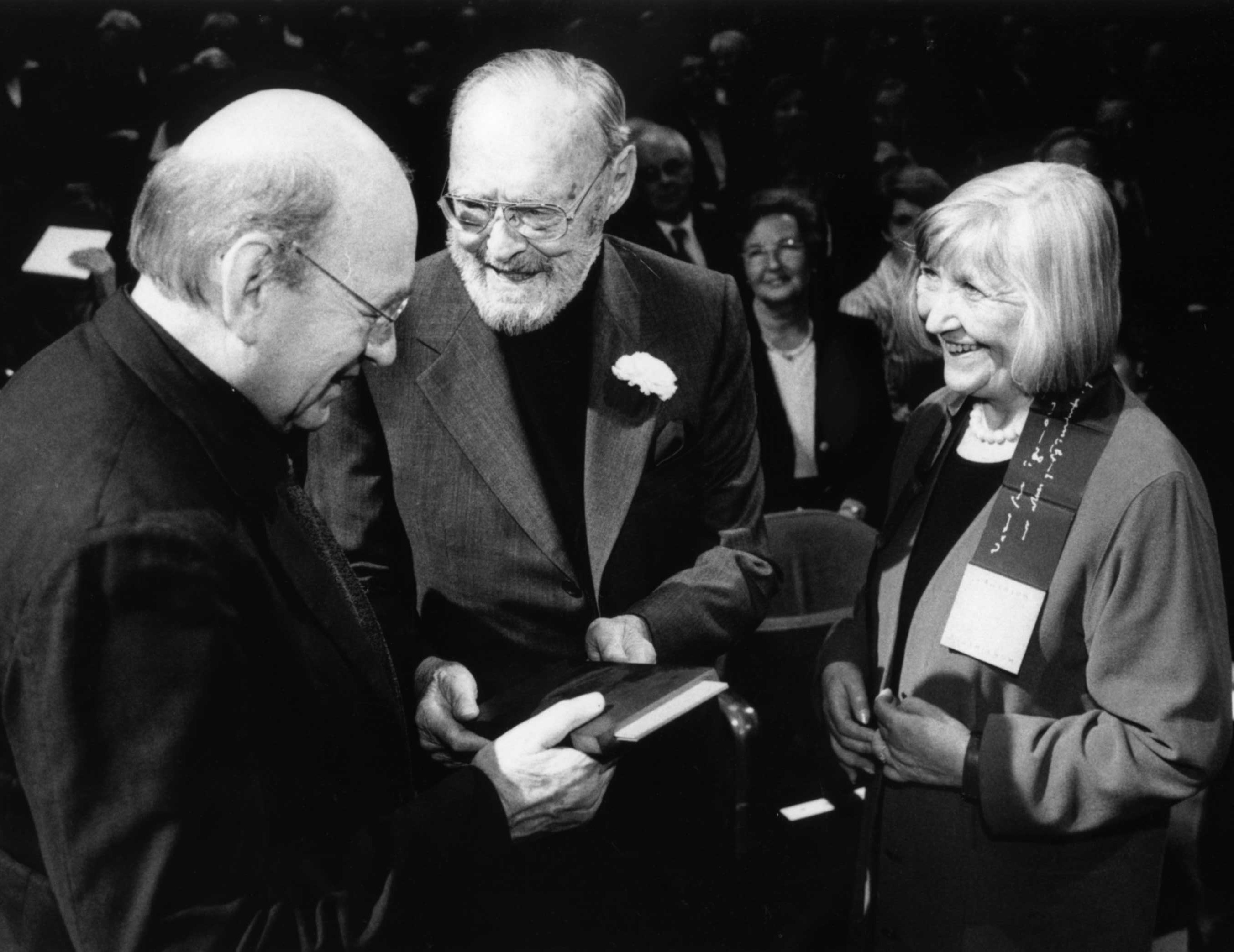
برند و هیلا بشر (جایزه اراسموس ۲۰۰۲)

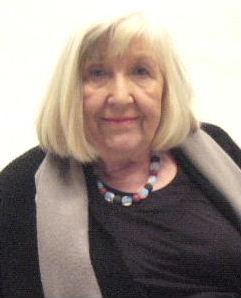
هیلا بشر(۲۰۱۱)

برنارد ' برند' بشر (زاده ۲۰ اوت ۱۹۳۱ - درگذشته ۲۲ ژوئن ۲۰۰۷) و هیلا بشر (زاده ۲ سپتامبر ۱۹۳۴ - درگذشته ۱۰ اکتبر ۲۰۱۵) هنرمندان مفهومی و عکاس آلمانی بودند که به صورت مشترک کار می‌کردند. آن‌ها بیشتر به خاطر سری گستردهٔ تصاویر عکاسی یا نشانه‌شناسی‌شان از ساختمان‌های صنعتی و سازه‌ها که اغلب به صورت شبکه‌هایی سازماندهی شده شناخته شده‌اند. به عنوان بنیانگذاران چیزی که به عنوان «مکتب بشر» شناخته می‌شود، روی نسل‌های عکاسان مستند و هنرمندان تأثیر گذاشتند. آن‌ها برندهٔ جایزه هاسلبلاد و جایزه اراسموس شدند.